# Leiophron tropicalis
Leiophron tropicalis är en stekelart som först beskrevs av De Saeger 1946.  Leiophron tropicalis ingår i släktet Leiophron och familjen bracksteklar. Inga underarter finns listade i Catalogue of Life.